# Reyrieux

Reyrieux este o comună în departamentul Ain din estul Franței.